# Fejér Bertalan
Fejér Bertalan (1831. augusztus 18. – Máramarossziget, 1881. május 30.) bölcsészdoktor, líceumi tanár, megyei tanfelügyelő.

## Élete
Húsz évig működött az ifjúság nevelése és tanítása körül, mint a máramarosszigeti református líceum tanára és 1876-tól mint Máramaros megyei királyi tanfelügyelő.

## Munkái
- Máramarosmegye kir. tanfelügyelőségének Évkönyve I. 1. füzet. (Az 1876. okt.-1877. év végeig terjedő időről.) M.-Sziget, 1878.

Cikkei a Családi Körben (1866. A máramaros-szigeti jótékony egylet történetének rövid vázlata, Gizella, első magyar királyné), a Hazánk és a Külföldben (1867. A Suliguli és Vidéke), a Máramaros vármegye egyetemes leirása c. munkában (Bpest, 1876. Felsőbb oktatásügy, Nőnevelési intézetek); programmértekezései: A bölcsészettudomány feladata, A testgyakorlatról lélektani alapon (Máramaros-szigeti ev. ref. főgymnasium Értesítője 1863. 1874.)